# Cromer
Cromer é uma cidade e freguesia no distrito de North Norfolk em Norfolk, Inglaterra, cerca de 35,9 km de Norwich.

## Galeria

Cromer
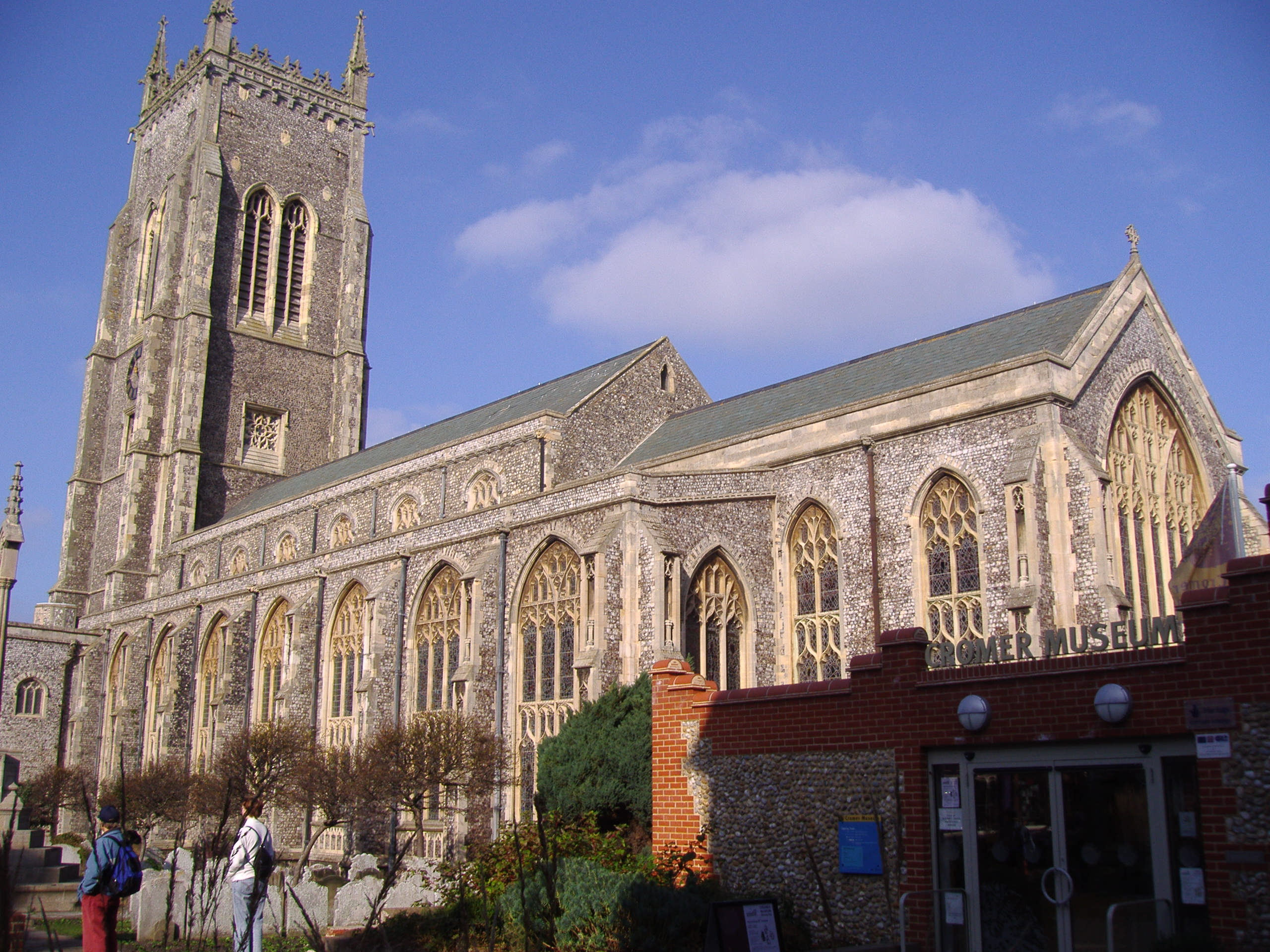
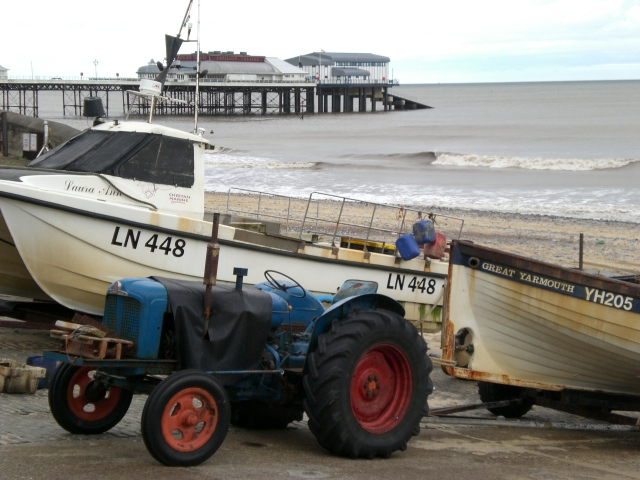
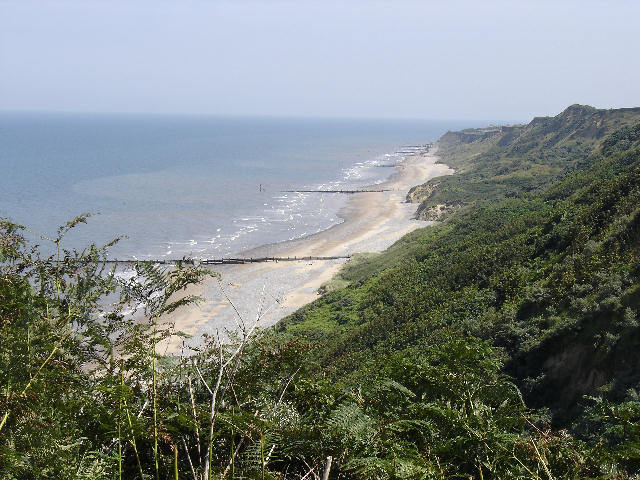
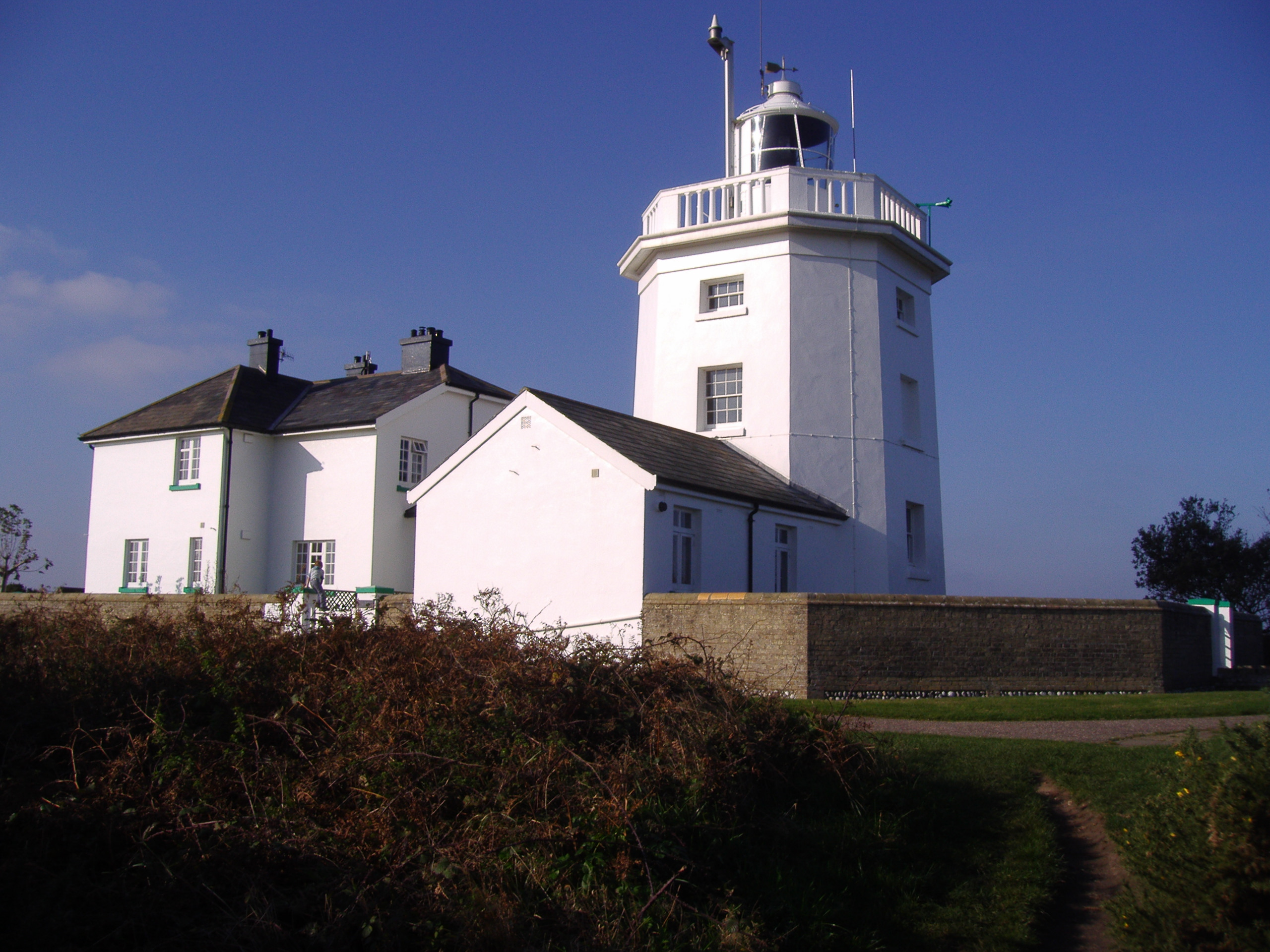
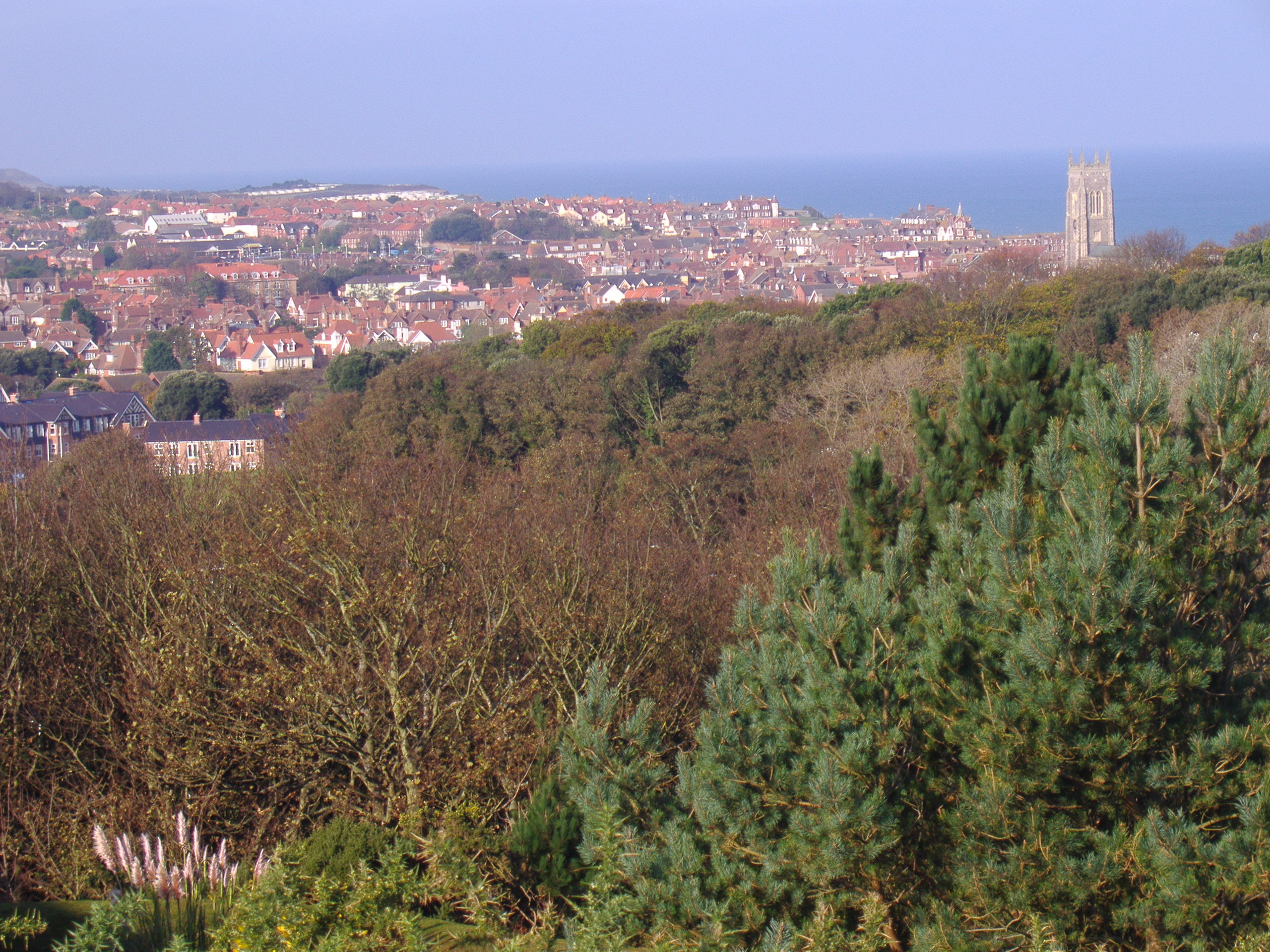
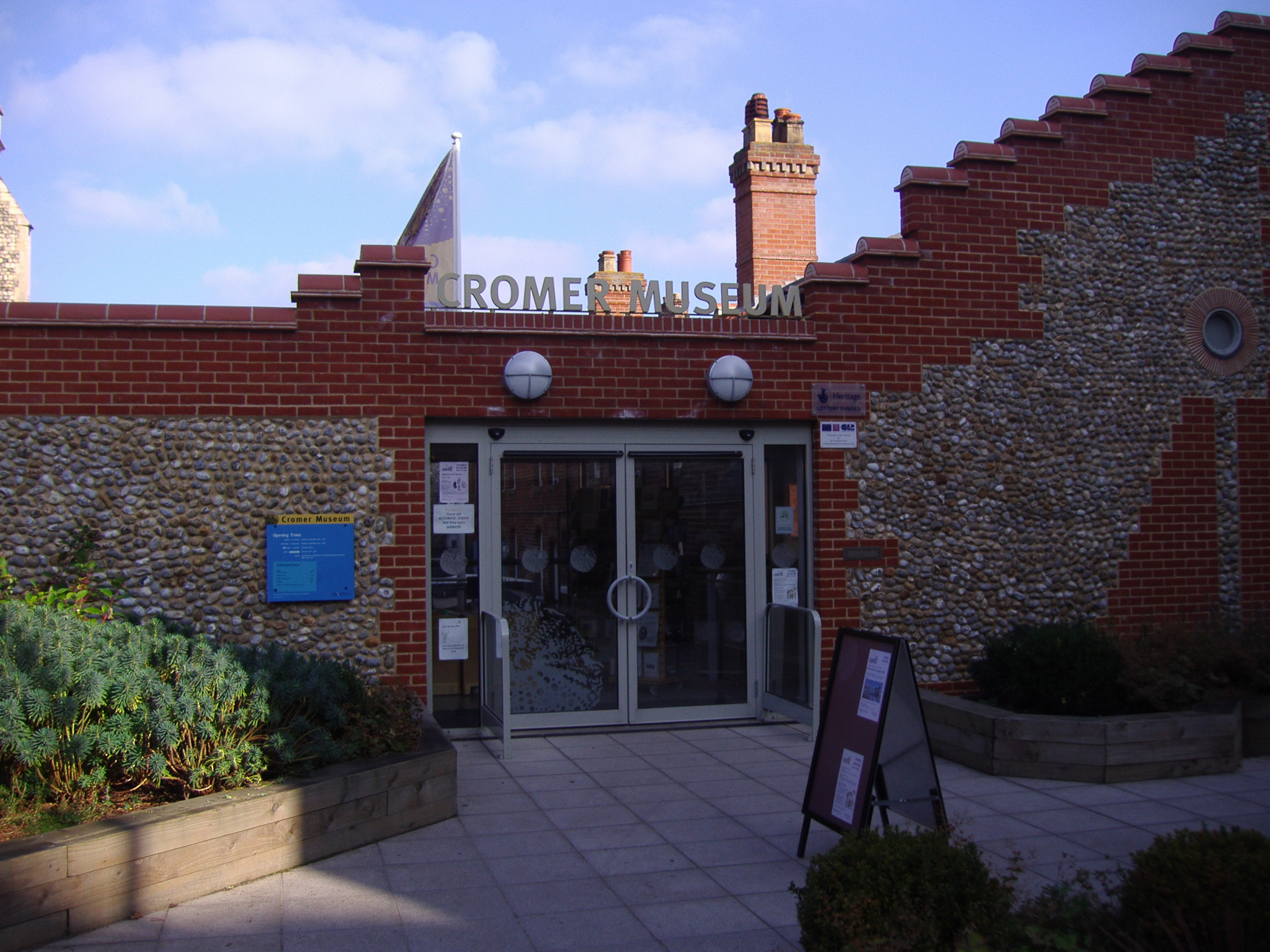
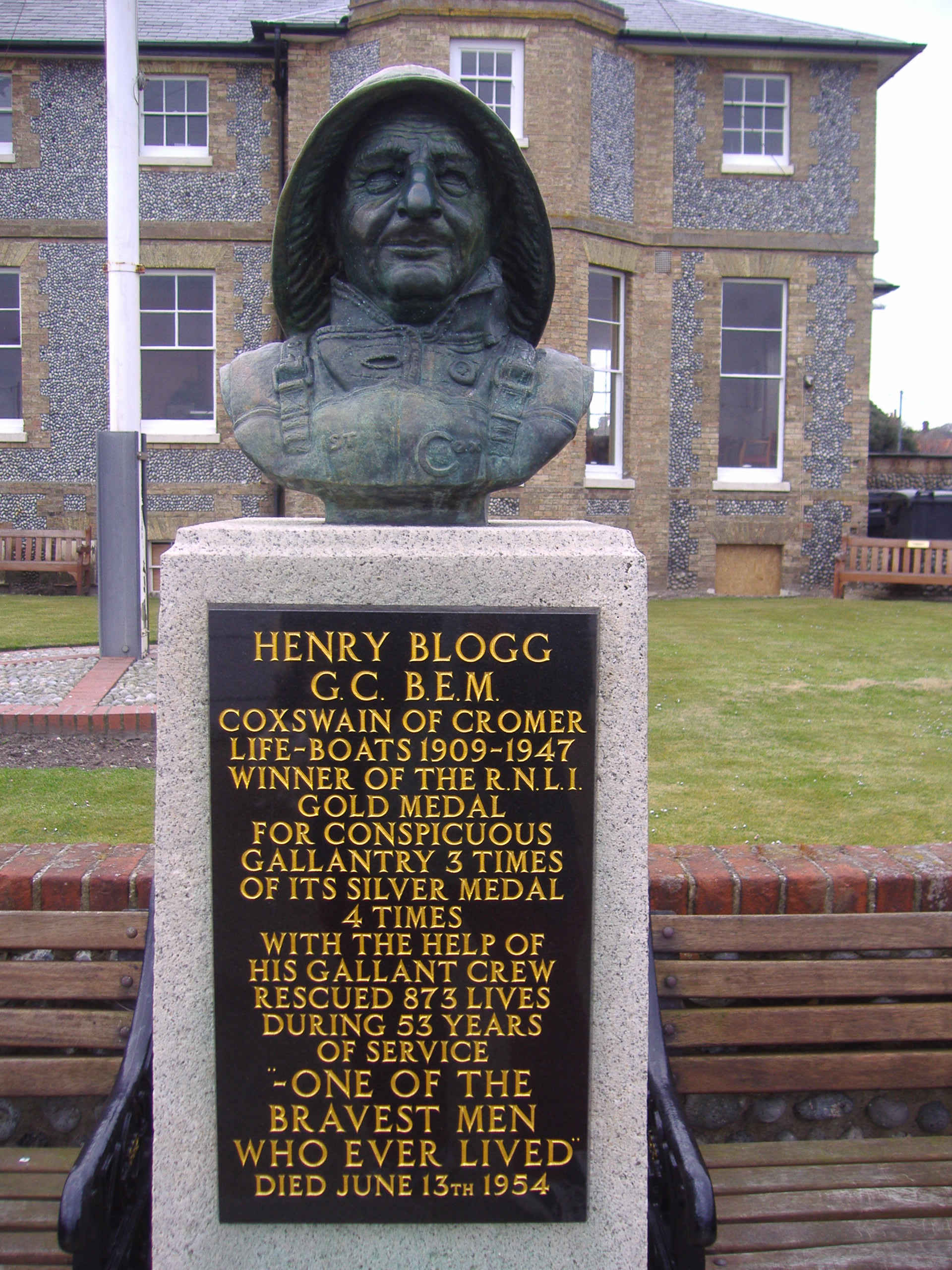
Henry Blogg
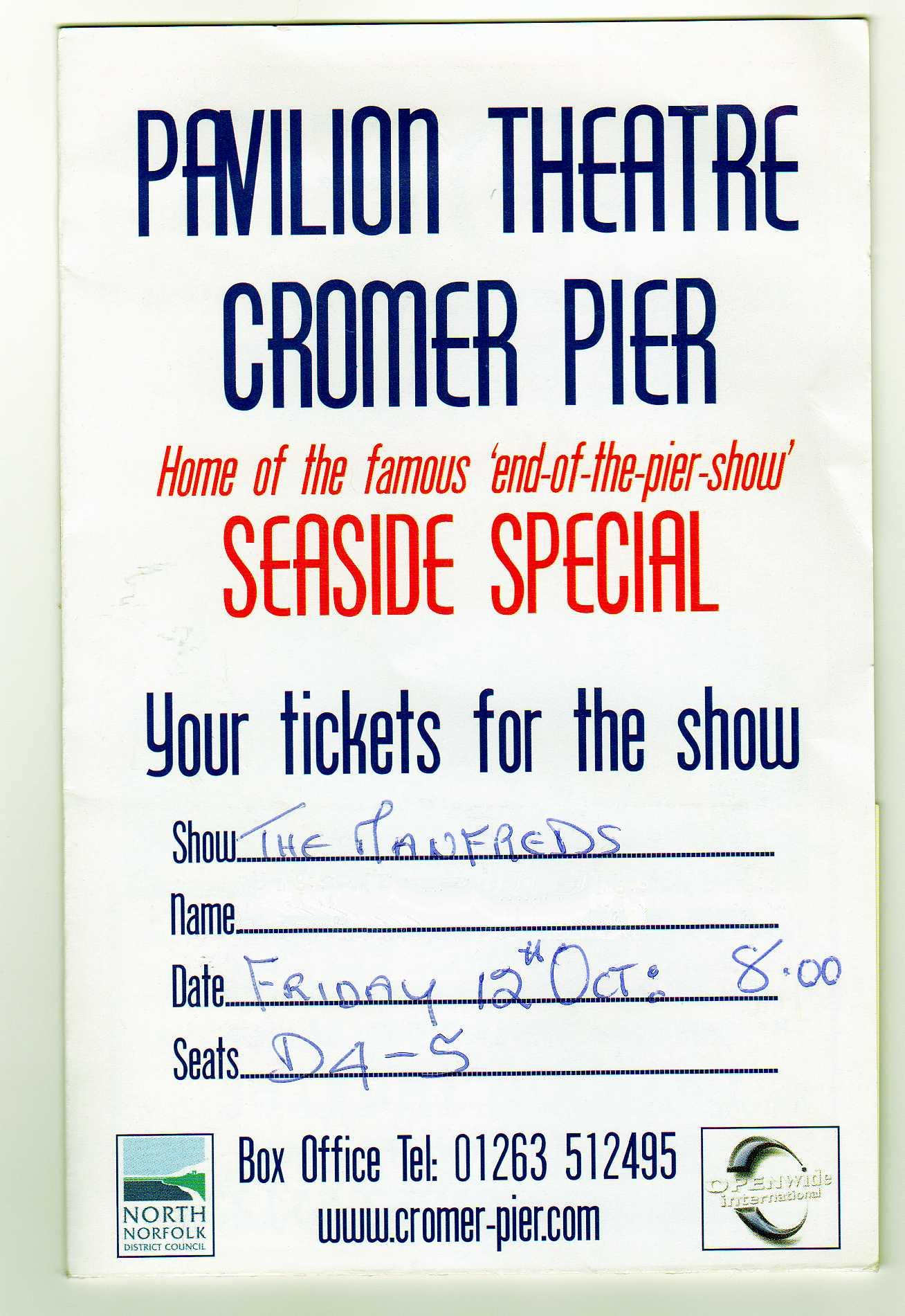
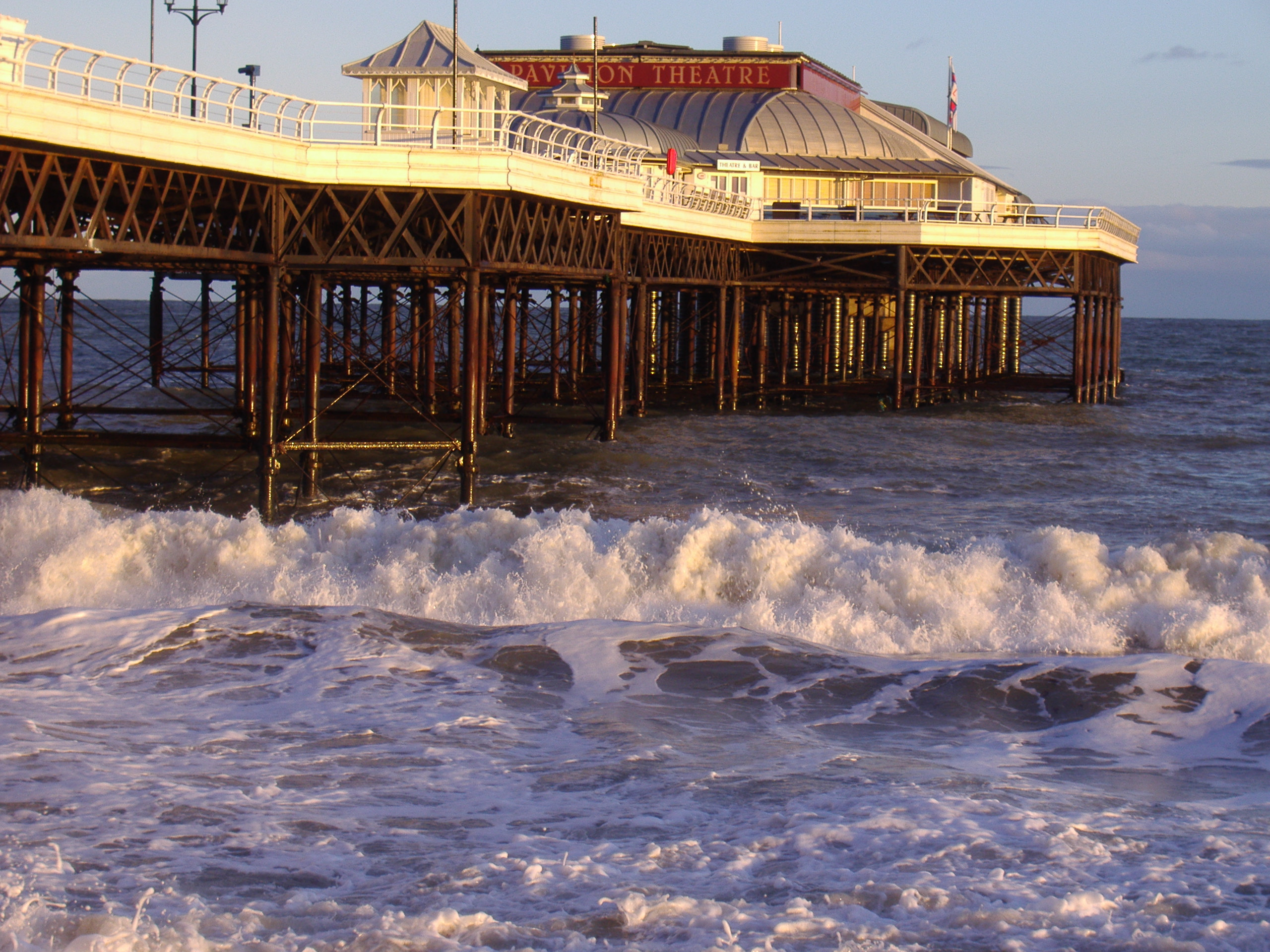
Pavilion Theatre, Cromer Pier
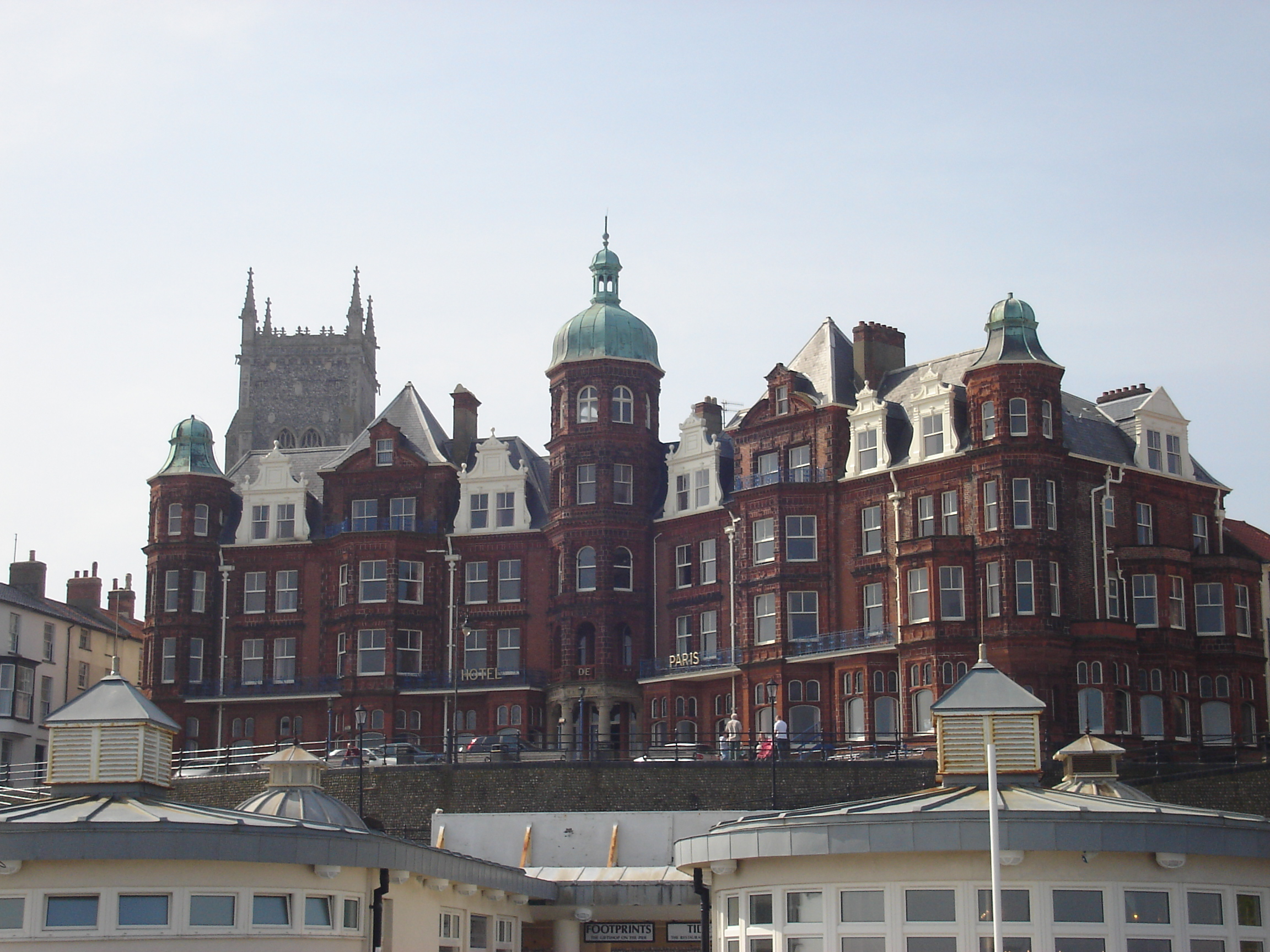
Hotel de Paris
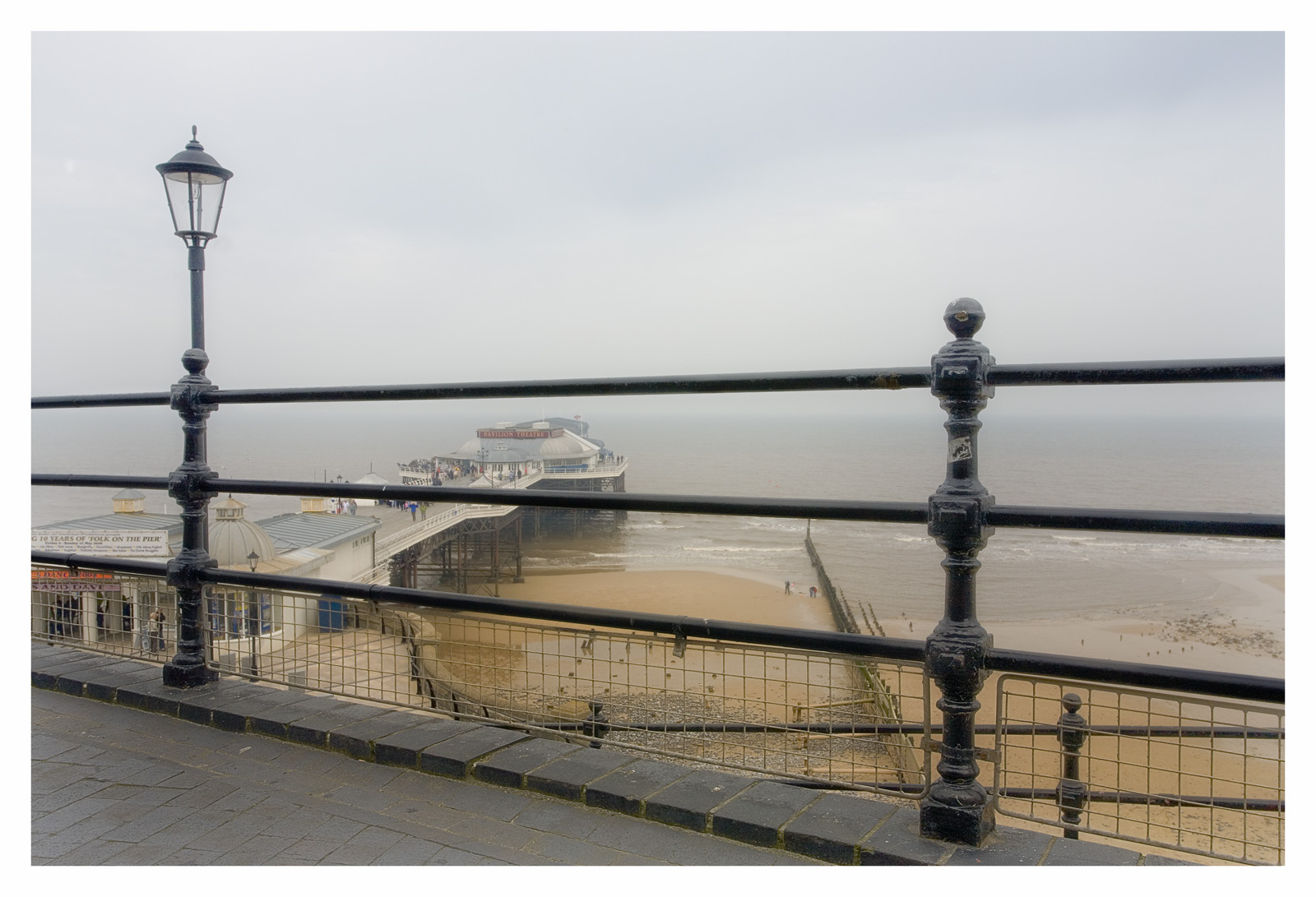
Cromer Pier
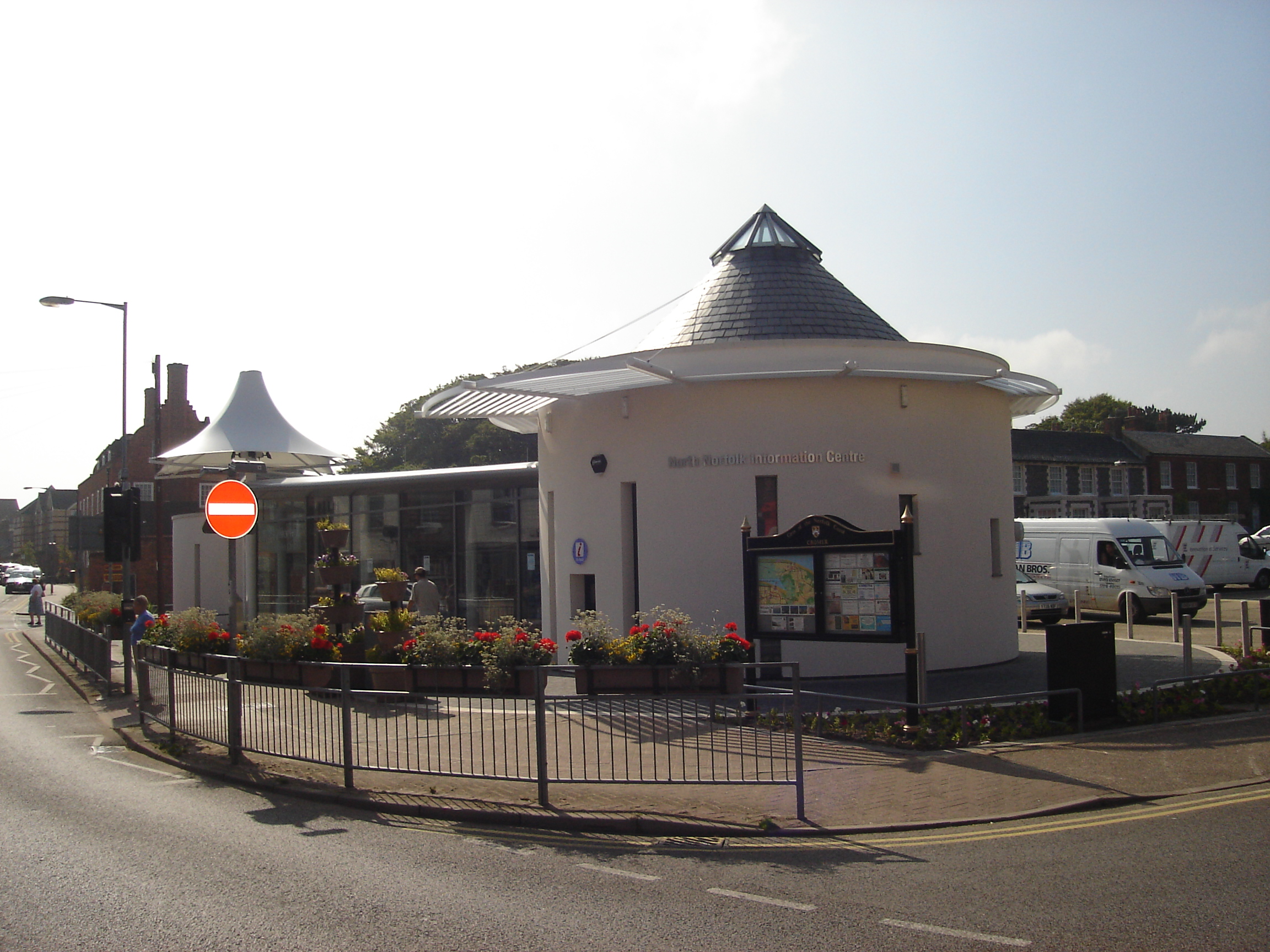